# Walter Vogel (Fotograf)

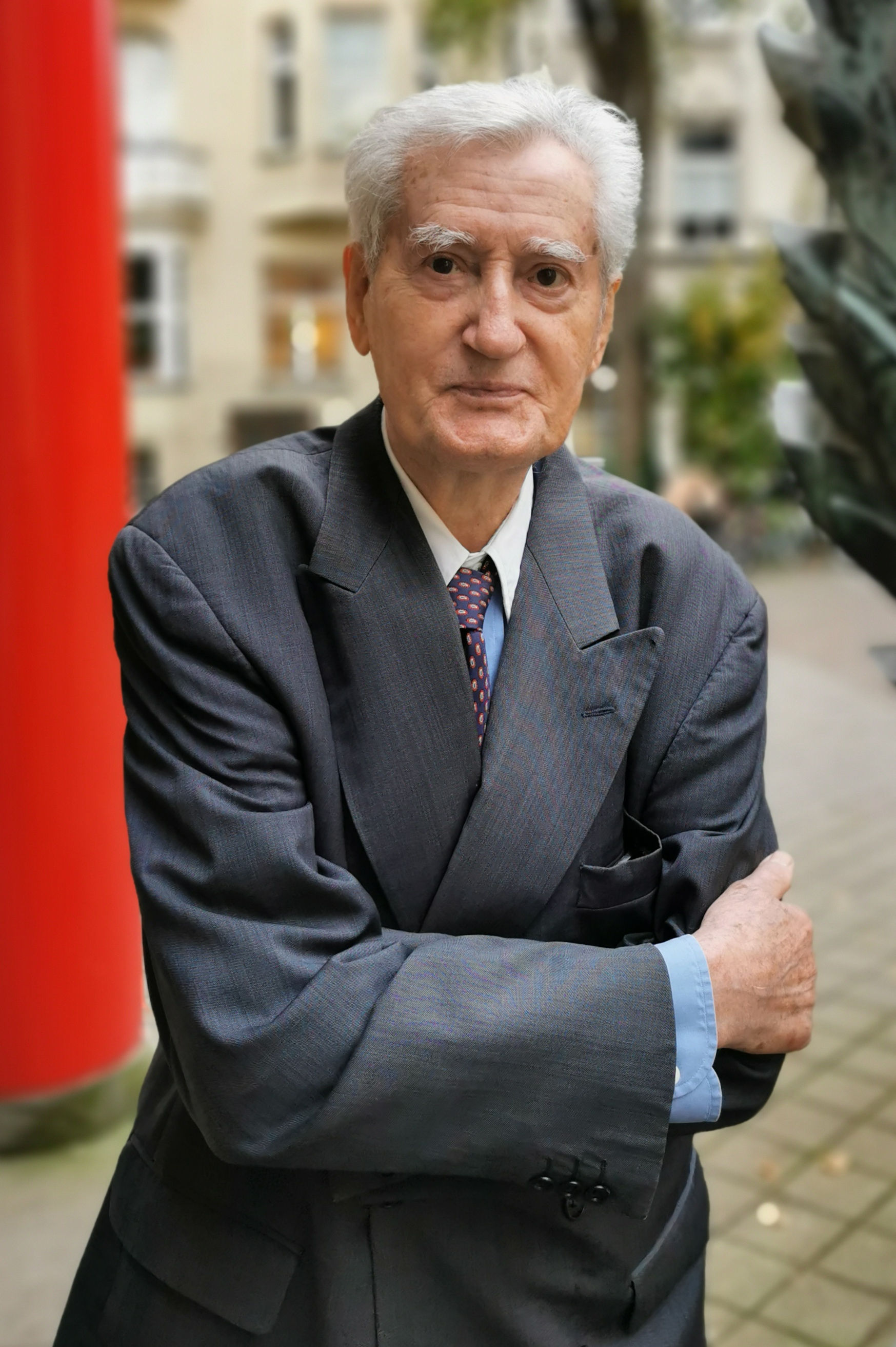
Walter Vogel (2024)

Walter Vogel (* 18. Oktober 1932 in Düsseldorf) ist ein deutscher Fotograf.

## Leben
Vogel fotografiert seit 1950. Im Jahr 1952 begann er eine Maschinenschlosserlehre. Nach einer Ingenieursausbildung bis 1957 und siebenjähriger Tätigkeit als Konstrukteur und Technischer Leiter in einem Chemieunternehmen studierte er von 1963 bis 1968 Fotografie bei Otto Steinert an der Folkwangschule Essen.
Seit 1954 publizierte er in Zeitschriften und wurde 1964 als Preisträger beim Wettbewerb World-Press-Photo ausgezeichnet. Seit 1968 arbeitet Vogel als freischaffender Fotojournalist, u. a. für das Zeit-Magazin, und als Werbefotograf. Zwischen 1977 und 2002 lebte er in Frankfurt am Main.
Bekannt wurde er mit Porträts Düsseldorfer Künstler und anderer Kulturschaffenden, unter ihnen Joseph Beuys und Pina Bausch, sowie mit Fotoreportagen über das Ruhrgebiet. Reisereportagen führten in nach Italien, Afrika und Asien. Ab 1993 veröffentlichte er eine Reihe von essayartigen Fotobüchern, z. B. zum Themenkreis Kaffee – Café.

## Publikationen
- Espresso. Caffè-Bars in Italien. Ed. Brandstätter, Wien um 1993, ISBN 3-85447-456-3
- Die Schönen der Nacht. Showstars und Travestie. Brandstätter, Wien 1994, ISBN 3-85447-539-X
- Italienische Caffè-Bars. 20 Duotone-Postkarten. Ars Vivendi, Cadolzburg 1995, ISBN 3-931043-09-6
- Das Café. Vom Reichtum europäischer Kaffeehauskultur. Brandstätter, Wien 1995, ISBN 3-85447-591-8
- Italien. Reisen in ein Bilderland. Brandstätter, Wien und München 1999, ISBN 3-85498-003-5
- Pina. Quadriga, [Berlin] 2000, ISBN 3-88679-344-3
- Deutschland. Die frühen Jahre 1951–1969. Brandstätter, Wien 2002, ISBN 3-85498-195-3
- Ja – ich bin. Die heiter-traurige Geschichte des Ted Klein, die in Frankfurt Anfang und Ende nahm, fotografiert und aufgezeichnet von Walter Vogel. Baumann, Aachen 2009, ISBN 978-3-941610-00-2
- Beediman. Porträts aus dem indischen Alltag. (Edition Refugium; 20). Reche, Neumarkt in der Oberpfalz 2011, ISBN 978-3-929566-95-6
- Genova 1964-2014. Verlag Kettler, Dortmund 2014, ISBN 978-3-86206-379-6
- Paris Exclusivement. Verlag Kettler, Dortmund 2015, ISBN 978-3-86206-496-0
- Abschied von gestern. Das neue Gesicht der Bundesrepublik. Verlag Orac, Wien 1984, ISBN 3-85368-961-2

## Auszeichnungen
- 1964: World Press Photo Award
- 2012: Kunstpreis der Großen Kunstausstellung NRW Düsseldorf
- 2019: Leica Hall of Fame Award[1]

## Sammlungen
- Suermondt-Ludwig-Museum, Aachen
- Deutsches Historisches Museum, Berlin
- Kunstpalast Düsseldorf
- Stadtmuseum Düsseldorf